# Pythamus punctata
Pythamus punctata är en insektsart som beskrevs av Li och Y. Zhang 1993. Pythamus punctata ingår i släktet Pythamus och familjen dvärgstritar. Inga underarter finns listade i Catalogue of Life.